# Gulella salpinx
Gulella salpinx е вид коремоного от семейство Streptaxidae. Видът е критично застрашен от изчезване.

## Разпространение
Разпространен е в Южна Африка (Квазулу-Натал).